# クルエーン/ランゲル＝セント・イライアス/グレイシャー・ベイ/タッチェンシニー＝アルセク
クルエーン/ランゲル＝セント・イライアス/グレイシャー・ベイ/タッチェンシニー＝アルセク（Kluane / Wrangell-St Elias / Glacier Bay / Tatshenshini-Alsek）は、アメリカ合衆国とカナダにある世界遺産である。北アメリカ大陸の太平洋側の北部にあり、カナダのユーコン準州とブリティッシュコロンビア州、アメリカのアラスカ州にまたがっている。
氷河や雪原の風景の美しさ、グリズリー（ハイイログマ）やトナカイ、ドールビッグホーンなどの大規模な生息地であることから1979年に世界遺産に登録された。ほかにはオオカミ、サケ、シロイワヤギも生息している。
この世界遺産は、アメリカとカナダに属する、以下の3つの国立公園と1つの州立公園から成り立っている。タッチェンシニー＝アルセクはブリティッシュコロンビア州最北西端の地区であり、鉱山開発が持ち上がったことから保護運動が始まり、1993年に州立公園として保護され世界遺産地区に加わった。
- グレイシャーベイ国立公園（アメリカ）
- クルアーニー国立公園（Kluane National Park and Reserve、カナダ）
- タッチェンシニー＝アルセク州立公園（英語版）（Tatshenshini-Alsek Park、カナダ）
- ランゲル＝セント・イライアス国立公園（アメリカ）

## 登録基準
この世界遺産は世界遺産登録基準のうち、以下の条件を満たし、登録された（以下の基準は世界遺産センター公表の登録基準からの翻訳、引用である）。
- (7) ひときわすぐれた自然美及び美的な重要性をもつ最高の自然現象または地域を含むもの。
- (8) 地球の歴史上の主要な段階を示す顕著な見本であるもの。これには生物の記録、地形の発達における重要な地学的進行過程、重要な地形的特性、自然地理的特性などが含まれる。
- (9) 陸上、淡水、沿岸および海洋生態系と動植物群集の進化と発達において進行しつつある重要な生態学的、生物学的プロセスを示す顕著な見本であるもの。
- (10) 生物多様性の本来的保全にとって、もっとも重要かつ意義深い自然生息地を含んでいるもの。これには科学上または保全上の観点から、すぐれて普遍的価値を持つ絶滅の恐れのある種の生息地などが含まれる。